# Pastisch
En pastisch är något som i stil eller utförande är följsamt eller tydligt inspirerat av en äldre stil eller av ett specifikt äldre verk. Exempelvis kan en konstnär måla "som Rembrandt" under eget namn. En pastisch kan också låna detaljer från olika konstverk och ställa samman dem på ett nytt sätt. Pastischer förekommer också inom andra konstyttringar såsom musik, litteratur, film, teater och arkitektur. Pastischer kan använda arkaismer och anakronismer.
I pastischen används efterbildandet som ett konstgrepp. Detta skiljer det från den rena imitationen (se plagiat), liksom från parodin (där man driver med förlagan). En hommage kan vara gjord på liknande sätt, och för att likna en angiven förlaga. En hommage är dock avsedd som hyllning. 
Ordet pastisch kommer från franskans pastiche med samma betydelse, ursprungligen från italienskans pasticcio. Grundbetydelsen är 'pastej' eller 'blandning'.